# Aphonoides morobe
Aphonoides morobe är en insektsart som beskrevs av Andrej Vasiljevitj Gorochov 2008. Aphonoides morobe ingår i släktet Aphonoides och familjen syrsor. Inga underarter finns listade i Catalogue of Life.